# Symposiachrus
Genre
Synonymes
- Monarcha Vigors & Horsfield, 1827[1]
- Monacha Swainson, 1837[1]
- Monarches Hartlaub & Finsch, 1871[1]
- Symposiarchus Sundevall, 1872[1]
- Carterornis Mathews, 1912[1]

Symposiachrus est un genre de passereaux de la famille des Monarchidae. Il regroupe 19 espèces de monarques.

## Répartition
Ce genre est natif du bassin Indo-Pacifique.

## Liste des espèces
Selon la classification de référence du Congrès ornithologique international (15.1, 2025) :
- Symposiachrus axillaris (Salvadori, 1876) - Monarque noir
- Symposiachrus guttula (Lesson, R & Garnot, 1828) - Monarque à ailes tachetées
- Symposiachrus mundus (Sclater, 1883) - Monarque à menton noir
- Symposiachrus sacerdotum (Mees, 1973) - Monarque de Florès
- Symposiachrus boanensis (van Bemmel, 1939) — Monarque de Boano
- Symposiachrus melanopterus (Gray, GR, 1858) — Monarque de Louisiade
- Symposiachrus trivirgatus (Temminck, 1826) — Monarque à lunettes
- Symposiachrus bimaculatus (Gray, 1861) — Monarque bimaculé
- Symposiachrus leucurus (Gray, 1858) — Monarque des Kaï
- Symposiachrus everetti (Hartert, 1896) - Monarque d'Everett
- Symposiachrus loricatus (Wallace, 1863) - Monarque de Buru
- Symposiachrus julianae (Riley, 1959) — Monarque de Kofiau
- Symposiachrus brehmii (Schlegel, 1871) — Monarque de Brehm
- Symposiachrus manadensis (Quoy & Gaimard, 1832) — Monarque à capuchon
- Symposiachrus infelix (Sclater, 1877) — Monarque triste
- Symposiachrus menckei (Heinroth, 1902) —Monarque des Saint-Matthias
- Symposiachrus verticalis (Sclater, 1877) — Monarque des Bismarck
- Symposiachrus barbatus (Ramsay, EP, 1879) — Monarque pie
- Symposiachrus malaitae (Mayr, 1931) — Monarque de Malaita
- Symposiachrus vidua (Tristram, 1879) — Monarque à col blanc
- Symposiachrus nigrotectus (Hartert, 1908) — Monarque de Vella Lavella
- Symposiachrus browni (Ramsay, EP, 1883) — Monarque de Brown
- Symposiachrus rubiensis (Meyer, 1874) — Monarque roux